# مسابقات قهرمانی فوتبال جهان ۱۸۸۸
مسابقات قهرمانی فوتبال جهان ۱۸۸۸ یک مسابقه فوتبال دوستانه بود که در کراس‌هیل (امروزه بخشی از گلاسکو) اسکاتلند، در ۳۰ اردیبهشت ۱۲۶۷ بین برندگان جام اسکاتلند، رنتون، و جام حذفی انگلیس، وست برومویچ آلبیون برگزار شد. تیم رنتون که وست برومویچ را ۴–۱ شکست داد، برنده مسابقه شد. این مسابقه در آب و هوای بسیار بد برگزار شد و بازی مجدد در انگلستان پیشنهاد شد، اما هرگز برگزار نشد.

## بررسی بازی
این اولین بازی «قهرمانی جهانی» بین دو تیم انگلیسی و اسکاتلندی نبود. با این حال، نسخه بعدی اولین مسابقه باشگاهی بود که بین برندگان لیگ ملی رقابت می‌کرد (زیرا لیگ‌ها قبل از آن زمان هنوز ایجاد نشده بودند). جان کمپل که در این بازی برای رنتون بازی کرد، در سال ۱۸۹۵ با ساندرلند قهرمان جهان شد؛ بنابراین او اولین فوتبالیست بریتانیایی شناخته شده‌است که دو بار به عنوان قهرمان جهان در باشگاه‌های مختلف بازی کرده‌است.
در مطبوعات ذکر شد که وست برومویچ «یکی از باشگاه‌های انگلیسی است که هرگز شخص اسکاتلندی را چه به عنوان مربی و چه بازیکن نداشته‌است» و از این رو این مسابقه به عنوان یک رویداد واقعاً بین‌المللی تلقی می‌شود. این درحالی است که باشگاه‌های پیشرو انگلیسی (که در سال ۱۸۸۵ مجاز به حرفه‌ای شدن بودند) بازیکنان اسکاتلندی داشتند و در مسابقه فوق‌الذکر ساندرلند و هارتس در سال ۱۸۹۵ هر دو شرکت کننده یک ترکیب کاملاً اسکاتلندی داشتند.
برد رنتون چیزی شبیه به یک نقطه عطف برای فوتبال اسکاتلند بود، زیرا در عرض چند روز جیمز کلی و نیل مک‌کالوم برای پیوستن به سلتیک تازه تأسیس شده از باشگاه خود جدا شدند و به سرعت به آنها کمک کردند تا به عنوان نیرویی در بازی تثبیت شوند، در همین حال رنتون به زودی شکست خورد. چند نفر دیگر از تیم «قهرمان جهان» خود به باشگاه‌های حرفه‌ای در انگلستان (از جمله اندرو هانا که پس از تحت تأثیر قرار دادن آنها در بازی گلاسکو به وست برومویچ نقل مکان کرد) و به تدریج کاهش یافتند و هرگز به همان سطح بازنگشتند.

## شرکت کنندگان
| تیم                | نحوه صعود                        |
| ------------------ | -------------------------------- |
| وست برومویچ آلبیون | قهرمان جام حذفی انگلیس ۸۸–۱۸۸۷   |
| رنتون              | قهرمان جام حذفی اسکاتلند ۸۸–۱۸۸۷ |

## جزئیات بازی
| رنتون               | ۴–۱   | وست برومویچ آلبیون |
| ------------------- | ----- | ------------------ |
| مک‌نی · مک‌کال · کمپل | گزارش | پیرسان             |

| رنتون | وست برومویچ آلبیون |

| رنتون: |              |
| GK     | جان لیندسی   |
| FB     | اندرو هانا   |
| FB     | آرچی مک‌کال   |
| HB     | باب کلسو     |
| HB     | جیمز کلی     |
| HB     | دونالد مک‌کنی |
| FW     | هری کمپل     |
| FW     | جیمز مک‌کال   |
| FW     | جان کمپل     |
| FW     | نیل مک‌کالوم  |
| FW     | جک مک‌نی      |
|        |              |

| وست برومویچ آلبیون: |                    |
| GK                  | باب بروبرتس        |
| FB                  | چارلی میسن         |
| FB                  | هری گرین           |
| HB                  | ازرا هورتون        |
| HB                  | چارلی پری          |
| HB                  | جورج تیمینس        |
| FW                  | بیلی باست          |
| FW                  | جرج وودهال         |
| FW                  | جم بیلیس (کاپیتان) |
| FW                  | جو ویلسون          |
| FW                  | تام پیرسان         |
|                     |                    |